# 安芸けい子
安芸 けい子（あき けいこ、11月30日 - ）は、日本の女優、声優。アル・シェア所属。広島県出身。

## 略歴
幼少期は身体は健康だったが、活発な少女とは程遠く、人前に出て何かをやるといった自分から進んで発言する少女ではなかったという。いつも誰かの後ろに居て、積極性のない少女であり、自信がなかったという。
中学時代、偶々テレビで観たテレビアニメ『機動戦士ガンダム』に興奮しており、その時の感動が、「声優に成りたい」と言う気持ちになったきっかけだったと語る。
この事を親に話していたところ「何を馬鹿なこと言うとるん、そんなもんに成れる訳ないじゃろう」と反対され、「親がそう言うのであれば……」と断念していた。
中学・高校・大学を卒業し、OL生活を10年間過ごし、その間には結婚もしたが、その頃から、心の中に、何か違うなぁ」と思うようになったという。
その時まで安芸自身がやりたい事をやって来た訳ではなく、他人の目を、他人の言葉を気にしながら生きて来たような気がしており、「本当にやりたいことはなんだろう」と考えていた時に、中学時代に観ていた『機動戦士ガンダム』を思い出しという。元々アニメが好きで、洋画も好きであり、、暇な時、テレビを観ていて、中学の頃に感じたあの「声のお仕事をやりたい」と言う気持ちが、目覚めたんだと語る。
あるターニングポイントをきっかけに、1年間、広島の声優養成所に通っていた。その後、東京の声優事務所の養成所、映像テクノアカデミアを経て、ムーブマンに所属していた。

## 人物
方言は広島弁。
趣味は朗読、読書、映画鑑賞。特技は生花、フラワーアレンジメント。
資格は英検準1級、秘書検定2級、フラワーアレンジメント教師資格。
離婚歴あり。

## 出演（女優）

### 映画
- スコール（千恵の母親）役
- セカンド・キス（さくらの母親）

### CM
- 映像テクノアカデミア 小池一夫キャラクター塾

## 出演（声優）

### テレビアニメ
2009年
- 戦う司書 The Book of Bantorra（宿屋の女将、ウインケニー＝ビゼの母親）

2010年
- 屍鬼（広沢武子、田中佐知子、室井美和子）
- 世紀末オカルト学院（おばさん）

2011年
- これはゾンビですか?（老婆）
- THE IDOLM@STER（老婆）

2015年
- Go!プリンセスプリキュア（白金）

### 吹き替え

#### 実写洋画
2009年
- ブロークン・イングリッシュ（グルネル）
- マンデラの名もなき看守（バーバラ）

2011年
- アメリア 永遠の翼
- 僕が結婚を決めたワケ（ダイアン〈エイミー・モートン〉）

2012年
- 母なる証明（アジョン祖母）

2019年
- テリファー（キャットレディ〈プーヤ・モーセニ〉）

#### 海外ドラマ
- アグリー・ベティ（サンドラ、店長）
- アントラージュ★オレたちのハリウッド（ジェイミー、2008年）
- ER XV 緊急救命室 #9（アナベル〈カット・テイラー〉）
- 倚天屠龍記（金花婆婆、ティギス）
- ウェイバリー通りのウィザードたち（シンディー、2008年）
- 王女の女
- 華麗なるペテン師たち4（マッサージ師）
- クリミナル・マインド FBI行動分析課（ジョアン、アニー）
- しあわせの処方箋
- SHERLOCK（シャーロック）
- ジョナス in L.A.（モナ、2009年）
- 製パン王 キム・タック
- 善徳女王（万明（マンミョン））
- ダークエイジ・ロマン 大聖堂
- 太王四神記（2008年）
- 朱蒙（チョンゴ）
- チング 〜愛と友情の絆〜（ホン・マダム、2010年）
- 鉄の王 キム・スロ
- Dr.HOUSE（ジョディ）
- トンイ
- 犯罪捜査官 アナ・トラヴィス
- ブラザーズ&シスターズ（セリア）
- ブルーブラッド 〜NYPD家族の絆〜（2011年）
- ホテル・バビロン（女性客、2008年）
- マードック・ミステリー 〜刑事マードックの捜査ファイル〜（イーソン夫人）
- 名探偵ポワロ
  - 第三の女（ウェイトレス）
  - 三幕の殺人（ミルレー）

#### 海外アニメ
2009年
- 屋根裏のポムネンカ（チェコ人形アニメ映画） - 祖母 役
- 冬のソナタアニメ版

2010年
- 春のメリー（フランス人形アニメ） - レオンの母 役

### ナレーション
- 大人の教科書（フジテレビ）
- NNN Newsリアルタイム（日本テレビ）

### その他
- モーニング娘。文化祭2007in横浜キヤラクターシ∃―「もったいないばあさんがくるよ!」 - もったいないばあさん（声の出演）
- あおあい損保 - あおい（声の出演）